# Leptocythere quinquetuberculata
Leptocythere quinquetuberculata is een mosselkreeftjessoort uit de familie van de Leptocytheridae. De wetenschappelijke naam van de soort is voor het eerst geldig gepubliceerd door Schw..